# Heinrich Christian Friedrich Schumacher
Pour les articles homonymes, voir Schumacher.
À ne pas confondre avec Heinrich Christian Schumacher (1780-1850), astronome allemand.
Heinrich Christian Friedrich Schumacher est un médecin et un naturaliste, sujet de la couronne danoise, né le 15 novembre 1757 à Glückstadt dans le duché de Holstein-Glückstadt et mort le 9 décembre 1830 à Copenhague.

## Biographie
Il fait ses études de médecine à Rendsburg et suit les cours du chirurgien militaire Möhl.
Il entre dans l'armée en 1773 comme aide-chirurgien. Il part pour Copenhague en 1777 pour compléter sa formation.
Il devient, en 1778, prosecteur à la faculté de médecine sous la direction de Rottböll. Commence alors sa carrière danoise : en 1779, il donne des cours de médecine et de chirurgie et en 1781 d'anatomie.
En 1784, il part, comme médecin de bord, sur un vaisseau de ligne puis, l'année suivante, il est nommé médecin en second à l'hôpital Frédéric de Copenhague. En 1789, il occupe la chaire de chimie à l'académie de médecine puis, l'année suivante, celle de minéralogie et d'histoire naturelle.
Après un voyage en France et en Grande-Bretagne et avoir servi comme chirurgien, en 1792, dans un régiment d'artillerie, il revient se fixer à Copenhague.

## Publications
Il est notamment l'auteur de :
- Bemerkung einer Schusswunde (1778).
- Einige myologische Bemerkungen bei Zerlegung verschiedener Leichnahmen (1779).
- Von dem Nutzen der Cotunnischen Wassergänge (1781).
- Medicinisch-chirurgische Bemerkungen (1800).
- Pharmacopoea Danica (1805).
- Beenlären (1807).
- En unaturlig Födsel efter en sexaarig Frugtsommelighed (1809).
- En Sammenvoxning i Endetarmen hævet ved Kunst og Gjennemboring (1810).
- Nogle Bemærkninger ang. den förste Bestemmelse af et Saars Dödelighed (1811).
- Jagtlagelser over Nyrernes Afgivelser fra den regelstemmende Tilstand (1824).
- Medicinsk Plantelære for studerende læger og Pharmaceutiker (1826-1828).
- Om Abens (Simia cynomolgus L.) Hjerne og dens Forretninger, sammenlignet med Menneskets og andre Dyrs Hjerne (1826).
- Descriptio musei anthropologici Universitatis Hafniensis (1828).

Outre sa carrière médicale, il est l'auteur de nombreux travaux d'histoire naturelle, notamment en conchyliologie.